# Xyelodontophis uluguruensis
Xyelodontophis uluguruensis là một loài rắn trong họ Rắn nước. Loài này được Broadley & Wallach mô tả khoa học đầu tiên năm 2002.